# Distrito de Kunigami

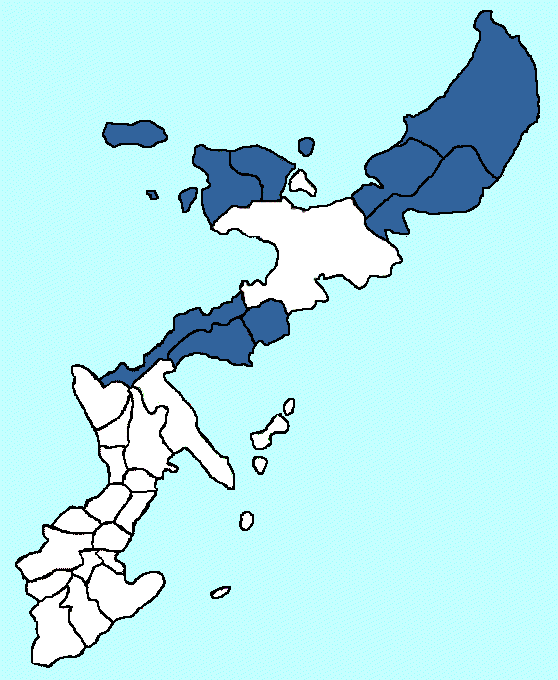
La zona del distrito de Kunigami en Okinawa.

Kunigami (国頭郡; Kunigami-gun, Okinawense: Kunjan) es un distrito ubicado en Okinawa, Japón. Aproximadamente traducido, kunigami significa "cabeza de la región", en referencia a su ubicación en el norte de la isla de Okinawa. Comparando esto con el distrito de Shimajiri, Okinawa.
A partir de 2003, el distrito tiene una población estimada de 64.670 y la densidad de 112,19 habitantes por km². La superficie total es de 576,43 km².
El distrito de Kunigami incluye una sección de la isla de Okinawa y varias islas más pequeñas.

## Ciudades y pueblos
- Ginoza
- Higashi
- Ie
- Kin
- Kunigami
- Motobu
- Nakijin
- Onna
- Ōgimi

## Transporte
La parte del distrito de Okinawa es servida por el aeropuerto de Naha, en las inmediaciones de Naha. Ie tiene el Aeropuerto Iejima.

## Educación
Las ciudades y los pueblos individuales operan sus escuelas públicas primarias y secundarias.
El Cuadro de Educación de la Prefectura de Okinawa opera las siguientes escuelas secundarias públicas en el distrito:
- Escuela Secundaria de Ginoza (Ginoza)
- Escuela Secundaria de Hentona (Ogimi)
- Escuela Secundaria de Hokuzan (Nakijin)
- Escuela Secundaria de Motobu (Motobu)

- Datos: Q1330132